# قائمة رؤساء الجامعة الأميركية في بيروت
بدأت الجامعة الأميركية في بيروت بفكرة اقترحها دبليو إم. توماس في نيويورك عام 1862، ثم بعد ذلك قام دانيال بلِس بتأسيسها وعين كأول رئيس لها في عام 1866، وكانت تحمل ذلك الوقت اسم الكلية السورية البروتستانتية. ما زال الشارع الذي يضم حرم الجامعة يحمل اسم بلِس حتى اليوم في بيروت. قامت الكلية بوضع حجر الأساس لمبنى الساعة أو «الكولدج هول»، وبعد اكتمال المباني الرئيسية تحولت الكلية إلى الجامعة الأمريكية في بيروت في عام 1920م.

## رؤساء الجامعة الأمريكية
|    | الصورة الشخصية | الرئيس (الميلاد-الوفاة)   | الجنسية | من   | إلى  | ملاحظات | مصدر                    |
| -- | -------------- | ------------------------- | ------- | ---- | ---- | --- | ----------------------- |
| 1  |                | دانيال بلس (1823 - 1916)  | أمريكي  | 1866 | 1902 | مؤسس الجامعة؛ وكانت تحمل اسم الكلية السورية البروتستانتية آنذاك.                                              | [ 1 ] [ 2 ] [ 3 ] [ 4 ] |
| 2  |                | هاورد بَلس (1860 - 1920)   | أمريكي  | 1902 | 1920 | توفي هاورد في 2 مايو 1920 عن عمر 59 عامًا.                                                                     | [ 3 ] [ 4 ]             |
| 3  |                | بايارد دودج (1883 - 1972) | أمريكي  | 1923 | 1948 | بقي في منصب رئيس الجامعة حتى تقاعده في 1948.                                                                  | [ 3 ] [ 4 ]             |
| 4  |                | ستيفن بنروز ( 1908 - )    | أمريكي  | 1948 | 1954 | شغل بعده البروفسور قسطنطين زريق منصب رئيس بالوكالة لمدة 3 سنوات.                                              | [ 3 ] [ 4 ] [ 5 ]       |
| 5  |                | جون بول ليونارد           | أمريكي  | 1957 | 1961 | — | [ 3 ] [ 4 ]             |
| 6  |                | نورمان بورنز (1906 - )    | أمريكي  | 1961 | 1965 | قدّم استقالته.                                                                                                 | [ 3 ] [ 4 ]             |
| 7  |                | صموئيل كيركوود            | أمريكي  | 1965 | 1976 | بقي في المنصب حتى تقاعده في عام 1976.                                                                         | [ 3 ] [ 4 ]             |
| 8  |                | هارولد هولشر              | أمريكي  | 1977 | 1981 | — | [ 3 ] [ 4 ]             |
| 9  |                | مالكولم كير (1931 - 1984) | أمريكي  | 1982 | 1984 | شغل البروفسور سمير تابت منصب الرئيس بالوكالة بعد اغتيال الرئيس مالكولم كير في 18 يناير 1984، بالقرب من مكتبه. | [ 3 ] [ 4 ] [ 5 ]       |
| 10 |                | كالفين بليمبتون           | أمريكي  | 1984 | 1987 | — | [ 3 ] [ 4 ]             |
| 11 |                | فردريك هيرتر              | أمريكي  | 1987 | 1992 | — | [ 3 ] [ 4 ]             |
| 12 |                | روبرت حداد                | سوري    | 1993 | 1996 | هو ابن الشاعر السوري ندرة حداد، وهو أول رئيس للجامعة الأميركية في بيروت من أصل عربي.                          | [ 3 ] [ 4 ]             |
| 13 |                | ديفيد س. دودج             | أمريكي  | 1996 | 1997 | — | [ 4 ]                   |
| 14 |                | جون واتربري               | أمريكي  | 1997 | 2008 | — | [ 4 ]                   |
| 15 |                | بيتر دورمان               | أمريكي  | 2008 | 2015 | — | [ 2 ] [ 4 ] [ 6 ] [ 7 ] |
| 16 |                | فضلو خوري                 | لبناني  | 2015 | الآن | أول رئيس لبناني وغير أمريكي للجامعة الأمريكية في بيروت.                                                       | [ 2 ] [ 4 ] [ 8 ] [ 9 ] |